# عيسى باي (كسبي)
عيسى باي هي بلدة في مقاطعة كسبي في ولاية قشقداريا في أوزبكستان.